# لا ورن (کالیفرنیا)
لا ورن (به انگلیسی: La Verne) شهری در شهرستان لس‌آنجلس، کالیفرنیا ایالت کالیفرنیا است که در سرشماری سال ۲۰۱۰ میلادی، ۳۱۰۶۳ نفر جمعیت داشته است.